# Desenský tunel
Desenský tunel je železniční tunel na katastrálním území Desná na úseku regionální železniční trati 036 Liberec–Tanvald–Harrachov mezi Desná a zastávka Desná-Riedlova vila v km 29,438–29,691. Tunel je součástí souboru kulturní památky Železniční ozubnicová trať Tanvald–Kořenov s provozními objekty.

## Historie
Úsek trati z Liberce do Jablonce nad Nisou byl zprovozněn v roce 1888, v roce 1894 došlo k otevření pokračování trati z Jablonce nad Nisou do Tanvaldu. Úsek z Tanvaldu do Kořenova byl budován se záměrem propojit stávající tratě Liberec–Tanvald a Železný Brod – Tanvald s plánovanou tratí Jelenia Góra – Kořenov (Zackenbahn), neboli propojit Rakousko-Uhersko s Pruskem. Trať z Tanvaldu do Kořenova byla zprovozněna 1. července 1902 a 1. října 1902 z Kořenova do Harrachova, kde byla napojena na Německé dráhy. Úsek Tanvald–Kořenov měl provozní délku 6,7 km s výškovým rozdílem 235,1 m a vzhledem ke sklonu trati, který dosahuje 58 ‰, je vybaven ozubnicí. V roce 1992 byl Ministerstvem kultury České republiky prohlášen kulturní památkou. Na celém úseku trati bylo postaveno deset tunelů.

## Popis
Jednokolejný tunel se nachází na železniční trati Liberec–Tanvald–Harrachov v úseku mezi stanicí Desná a zastávkou Desná-Riedlova vila. Byl postaven v roce 1890 ve svahu vrchu Červený kopec (592 m n. m.) a zprovozněn v roce 1902. Tunel leží v nadmořské výšce 510 m a měří 252,05 m.